# Барби и дракон
«Ба́рби и драко́н» (англ. Barbie as Rapunzel, дословно — «Барби в роли Рапунцель») — анимационный фэнтезийный фильм 2002 года совместного производства Mainframe Entertainment и Mattel Entertainment и распространяемый компанией Artisan Home Entertainment. Экранизация немецкой сказки братьев Гримм «Рапунцель» 1812 года. Это второй фильм из серии фильмов о Барби, в котором Келли Шеридан озвучивает Барби.
Он был выпущен 1 октября 2002 года на VHS и DVD, 24 ноября 2002 года состоялась телевизионная премьера на канале Nickelodeon. Фильм был выпущен за рубежом на правах Entertainment и Universal Pictures Video. Он был номинирован на восемь премий DVD Premiere Awards.

## Сюжет
Принцесса Рапунцель, в раннем детстве похищенная у родителей женщиной по имени Готел и ничего не знающая о своём происхождении, живёт в башне, скрытой волшебной стеной и расположенной в глубине леса. У неё есть друзья — кролик Гоби и дракониха Пенелопа. Больше всего Рапунцель увлекается живописью. Как-то раз она случайно находит потайной тоннель в близлежащую деревню, где знакомится с юношей. После возвращения домой Рапунцель понимает, что влюбилась в него.
Готел, узнав от своего слуги, хорька Отто, о том, что Рапунцель побывала в деревне, требует от неё имя юноши. Каждый раз героиня отвечает, что не знает. Готел заточает её в башню. С помощью волшебной кисти Рапунцель удаётся снова попасть в деревню, где её вот уже несколько дней ищут стражники принца Стефана — юноши, с которым она познакомилась. Не подозревая об этом, Рапунцель находит Стефана и принимает его приглашение на бал.
Она возвращается в башню, где готовится к балу. В последний момент врывается Готел, обрезает у Рапунцель её длинные волосы и опутывает башню заклинанием. Замаскировавшись под двойника Рапунцель, она прибывает на бал. Тем временем Вильгельм, король соседнего государства, нападает на деревню. Много лет назад у него украли дочь, и он во всём обвиняет Фредерика, короля этой деревни. Готел разнимает всех и рассказывает, что похитила Рапунцель после того, как Вильгельм женился на другой женщине и оставил Готел.
Рапунцель удаётся спастись, и она прилетает на бал. Готел бросается за ней и случайно попадает в портал с изображением башни, которую Рапунцель нарисовала волшебной кистью. Она (то есть Готел) попала в ловушку собственного заклятия и не смогла выбраться. Короли мирятся, а Стефан и Рапунцель женятся.
Титры мультфильма заканчиваются словами Барби: «Любовь и воображение способны изменить мир».

## Отзывы
Критик еженедельника Entertainment Weekly Айлин Клэрк оценила картину на 4 с минусом. В статье «Barbie Returns In Rapunzel» Мойра Маккормик отметила, что мультфильм стал гораздо популярнее своего предшественника, «Барби и Щелкунчик». Скотт Хеттрик написал, что «по сравнению с оригинальной значительно упрощённой сказкой
Братьев Гримм, продюсеры наполнили фильм разнообразными персонажами, сделав его более интересным для детей». Крис Дж. Паркер высоко оценил саундтрек к картине, исполненный Лондонским симфоническим оркестром, однако отметил, что «мультипликация немного неуклюжа». Нил Бакли написал, что «Барби и дракон» был успешным проектом для Mattel.

## Роли озвучивали
| Персонаж             | Оригинальная озвучка |
| -------------------- | -------------------- |
| Барби                | Келли Шеридан        |
| Рапунцель            | Келли Шеридан        |
| Готел                | Анжелика Хьюстон     |
| Пенелопа (дракониха) | Кри Саммер           |
| Гоби                 | Йен Джеймс Корлетт   |
| Привратник           | Йен Джеймс Корлетт   |
| Стефан               | Марк Хилдрет         |
| Хьюго                | Дэвид Кэй            |
| Генерал              | Дэвид Кэй            |
| Отто                 | Питер Келамис        |
| Тощий воин           | Питер Келамис        |
| Король Фредерик      | Расселл Робертс      |
| Король Вильгельм     | Кристофер Гейз       |
| Толстый воин         | Терри Классен        |
| Пекарь               | Терри Классен        |
| Келли                | Шанталь Стран        |
| Катрина              | Шанталь Стран        |
| Томми                | Дэнни Маккиннон      |
| Мелоди               | Бритт Маккиллип      |
| Лорена               | Жослин Лоуэн         |
| Ювелир               | Дейл Уилсон          |

## Награды и номинации
| Награды и номинации  | Награды и номинации | Награды и номинации       | Награды и номинации | Награды и номинации |
| Награда              | Год                 | Категория                 | Номинирован(а)      | Итог                |
| -------------------- | ------------------- | ------------------------- | ------------------- | ------------------- |
| DVD Exclusive Awards | 2002                | Лучший персонаж           | Анжелика Хьюстон    | Победа              |
| DVD Exclusive Awards | 2002                | Лучший саундтрек          | Арни Рот            | Победа              |
| DVD Exclusive Awards | 2002                | Лучший фильм              | Келли Шредиан       | Номинация           |
| DVD Exclusive Awards | 2002                | Лучший режиссёр           | Оуэн Хёрли          | Номинация           |
| DVD Exclusive Awards | 2002                | Лучшая песня              | Арни Рот            | Номинация           |
| DVD Exclusive Awards | 2002                | Лучшая песня              | Арни Рот            | Номинация           |
| DVD Exclusive Awards | 2002                | Лучшая песня              | Арни Рот            | Номинация           |
| DVD Exclusive Awards | 2002                | Лучшие визуальные эффекты | Джейсон Гросс       | Номинация           |